# Frjanowo
Frjanowo (russisch Фря́ново) ist eine Siedlung städtischen Typs in der Oblast Moskau (Russland) mit 11.243 Einwohnern (Stand 14. Oktober 2010).

## Geographie
Die Siedlung liegt knapp 70 km Luftlinie nordöstlich des Zentrums der russischen Hauptstadt – zugleich des Oblastverwaltungszentrums – Moskau, unweit der nordöstlichen Grenze zur Oblast Wladimir. Bei Frjanowo mündet das Flüsschen Kilenka in die Schirenka, die über Melescha und Scherna zur Kljasma abfließt. Der Ort befindet sich inmitten ausgedehnter Nadel- und Mischwälder.
Frjanowo gehört zum Rajon Schtscholkowo und ist von dessen Verwaltungszentrum Schtscholkowo gut 35 km in nordöstlicher Richtung entfernt. Die Siedlung ist Zentrum einer gleichnamigen Stadtgemeinde (gorodskoje posselenije), zu der noch 24 umliegende Dörfer mit zusammen gut 1000 Einwohnern gehören.

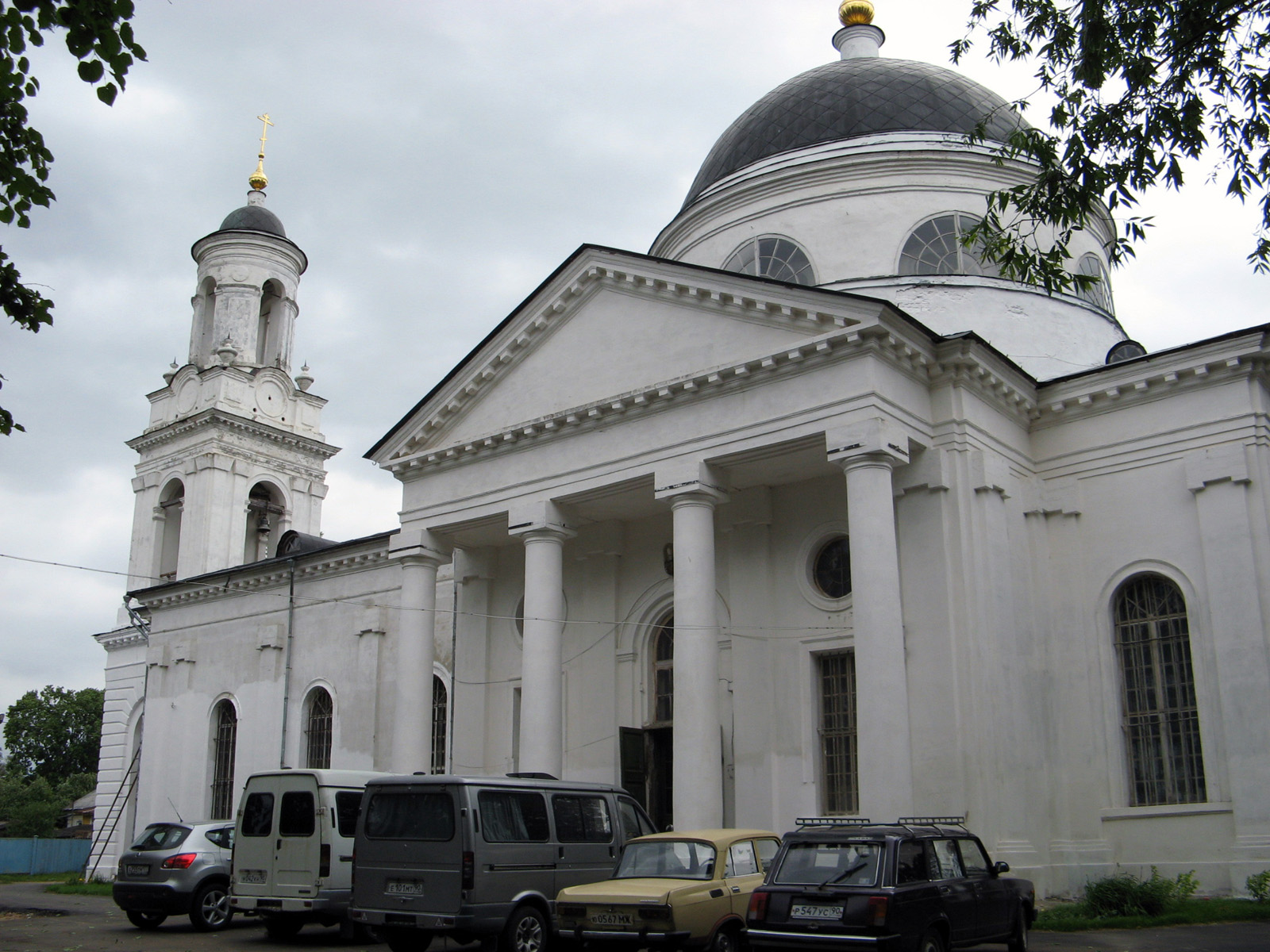
Kirche Johannes’ des Täufers (1797)
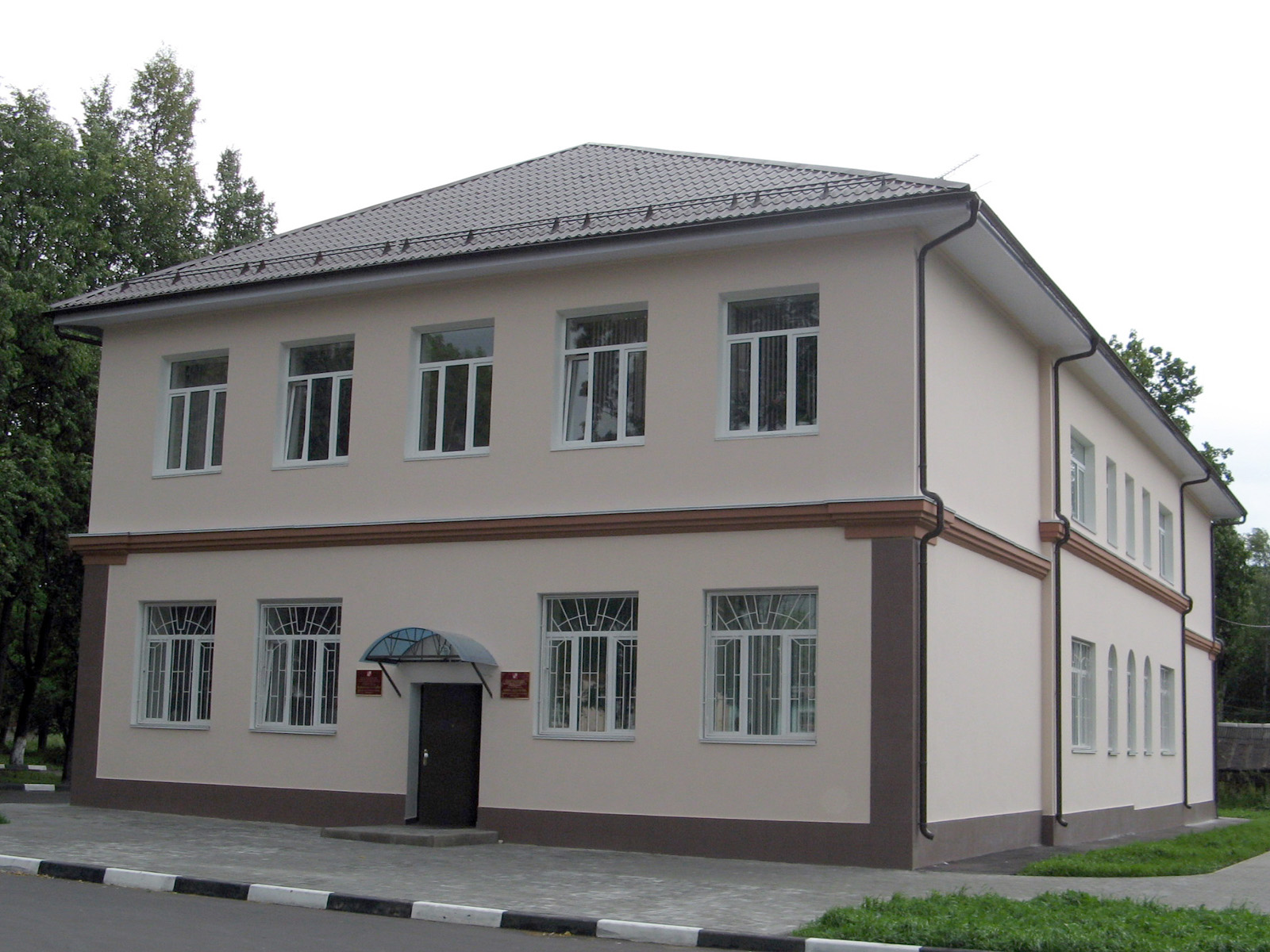
Stadtgemeindeverwaltung
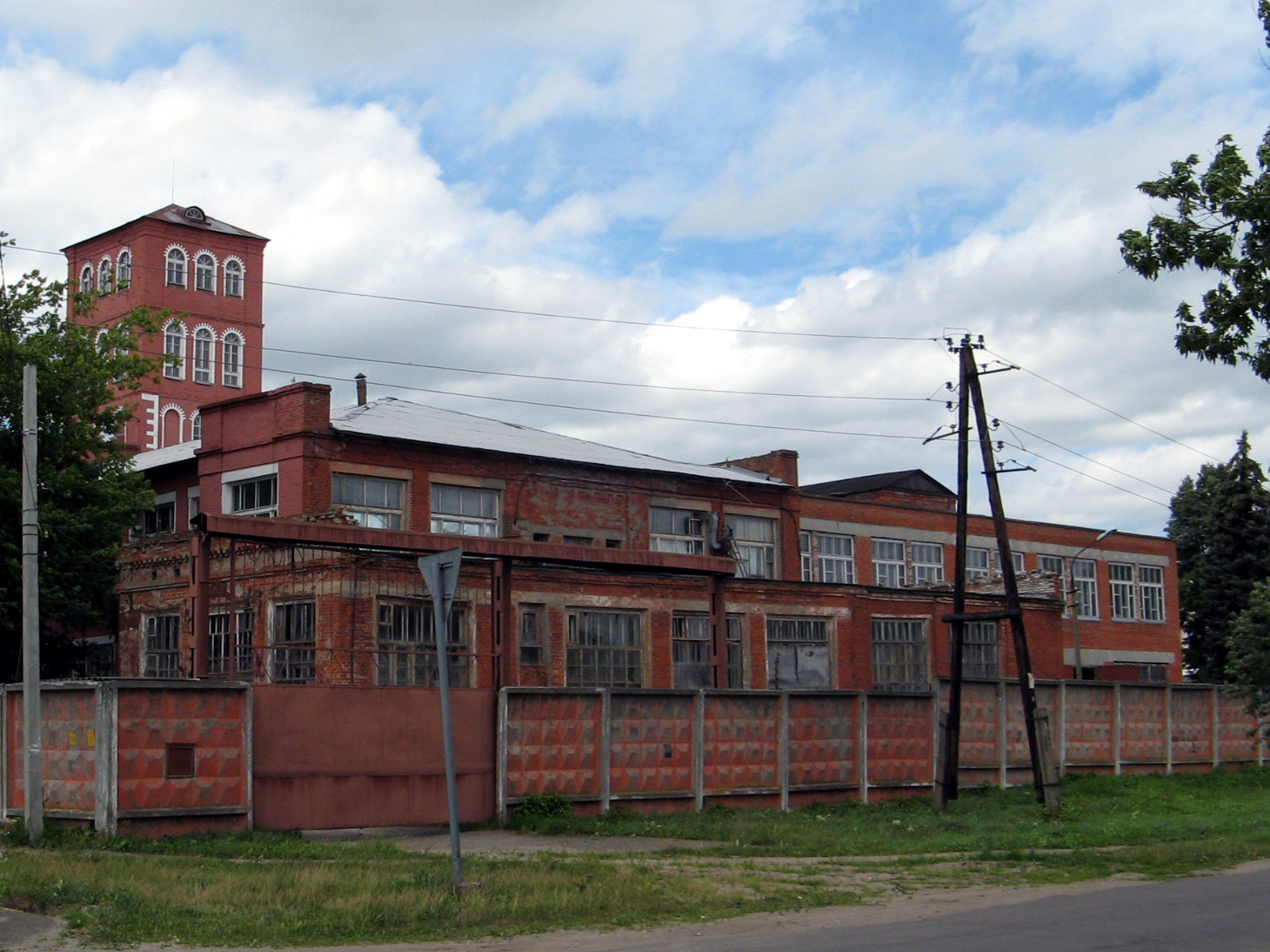
Fabrikgebäude von 1901

## Geschichte
Der Ort wurde erstmals gegen Ende des 16. Jahrhunderts erwähnt, in Urkunden aus dem Zeitraum 1584–1586. Seit dem 18. Jahrhundert wird die Ortsgeschichte durch die Textilindustrie bestimmt. 1735/1736 wurde Frjanowo mit der Gründung einer Seidenmanufaktur durch den Kaufmann Ignati Schereman zu einem der frühesten Fabrikdörfer des Gouvernements Moskau. Von 1758 bis 1826 befand sich die Fabrik im Besitz der ursprünglich aus Armenien stammenden Adelsfamilie Lasarew, und erlebte in dieser Periode ihre Blütezeit. Nach mehreren Besitzerwechseln erwarben 1857 die aus dem Ujesd Bogorodsk stammenden Brüdern Salogin die Fabrik, stellten die Seidenproduktion ein und nahmen 1859 den Betrieb als Wollspinnerei wieder auf.
Am 17. August 1925 erhielt Frjanowo den Status einer Siedlung städtischen Typs.

### Bevölkerungsentwicklung
| Jahr | Einwohner |
| ---- | --------- |
| 1939 | 4.580     |
| 1959 | 6.345     |
| 1970 | 8.997     |
| 1979 | 12.920    |
| 1989 | 13.199    |
| 2002 | 11.180    |
| 2010 | 11.243    |

Anmerkung: Volkszählungsdaten

## Sehenswürdigkeiten
In Frjanowo ist das 1801 für den damaligen Besitzer der Seidenmanufaktur Iwan Lasarew errichtete, von einem Park umgebene Anwesen in wenig veränderter Form erhalten. Neben dem Wohnhaus steht die 1797 geweihte, für einen Ort wie Frjanowo ungewöhnlich große Kirche Johannes’ des Täufers (церковь Иоанна Предтечи, zerkow Ioanna Predtetschi). Seit 2004 befindet sich im Herrenhaus das Historische und Heimatmuseum der Siedlung Frjanowo.

## Wirtschaft und Infrastruktur
Nach Frjanowo führt die Regionalstraße R110, die beim Rajonzentrum Schtscholkowo von der von Moskau kommenden A 103 abzweigt und über Frjasino in den Nordosten der Oblast Moskau verläuft. Eine andere Straße führt in südlicher Richtung nach Tschernogolowka, wo der „Moskauer Kleine Ring“ A107 Richtung Noginsk erreicht wird. Die nächstgelegene Bahnstationen befindet sich im 30 km entfernten Frjasino.